# James Russell Lowell
James Russell Lowell (n. 22 februarie 1819 - d. 12 august 1891) a fost un poet, critic literar și diplomat american, care a aparținut grupării literare Fireside Poets.
A scris o lirică satirică, în care militează pentru aboliționism și susține cauza nordiștilor în războiul civil.
A scris și poezii romantice în maniera lui John Keats și William Wordsworth.
A abordat și critica literară situându-se la nivelul celei europene contemporane, colaborând în publicații ca: The Pioneer, The Atlantic Monthly, North American Review.

## Scrieri
- 1844: Poems
- 1848: A Fable for Critics ("O fabulă pentru critici")
- 1848/1867: The Biglow Papers ("Documentele lui Biglow")
- 1865: Ode Recited at the Commemoration to the Living and Dead Soldiers at Harvard University ("Odă recitată la ceremonia închinată soldaților în viață și celor morți, de la Universitatea Harvard").